# سامر بیشیل
سامر یازمین بیشیل (انگلیسی: Summer Yasmine Bishil؛ زادهٔ ۱۷ ژوئیهٔ ۱۹۸۸) یک هنرپیشه اهل ایالات متحده آمریکا است. وی از سال ۲۰۰۵ میلادی تاکنون مشغول فعالیت بوده‌است.

## گزیدهٔ آثار

### سینما
- آخرین بادافزار (۲۰۱۰)
- عبور از مرز (۲۰۰۹)
- لچک به سر (۲۰۰۷)

### تلویزیون
- جادوگران (۲۰۱۵)
- قانون و نظم: واحد قربانیان ویژه (۲۰۱۴)
- بورلی هیلز ۹۰۲۱۰ (۲۰۱۱)
- هانا مونتانا (۲۰۰۶)
- روزهای زندگی ما (۲۰۰۵)